# Galium scabrelloides
Galium scabrelloides är en måreväxtart som beskrevs av Christian Puff. Galium scabrelloides ingår i släktet måror, och familjen måreväxter. Inga underarter finns listade i Catalogue of Life.